# Yad Vashem

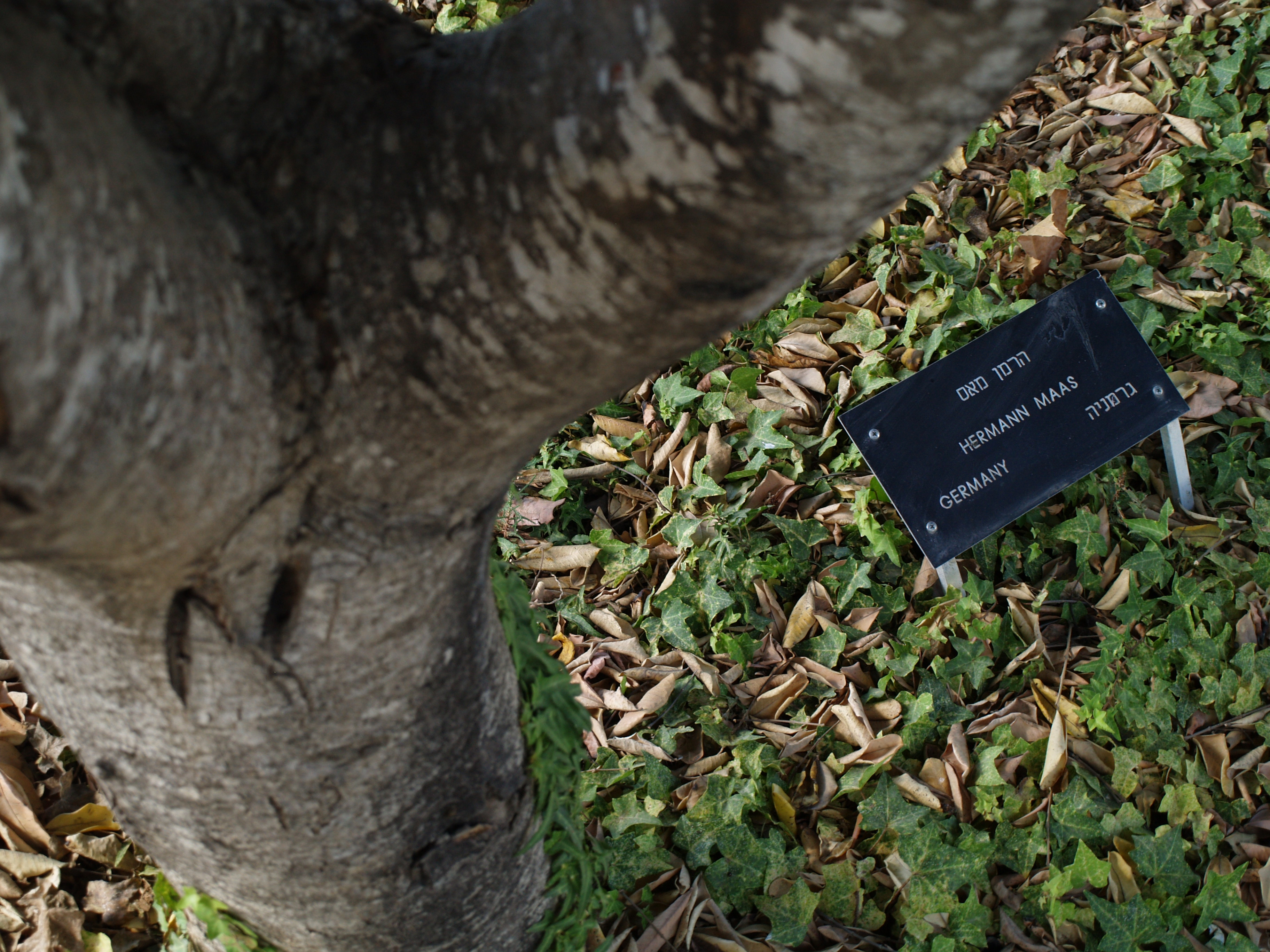
A Sala dos Nomes, contendo as "Páginas de Testemunho" que lembram os seis milhões de pessoas que morreram no Holocausto.

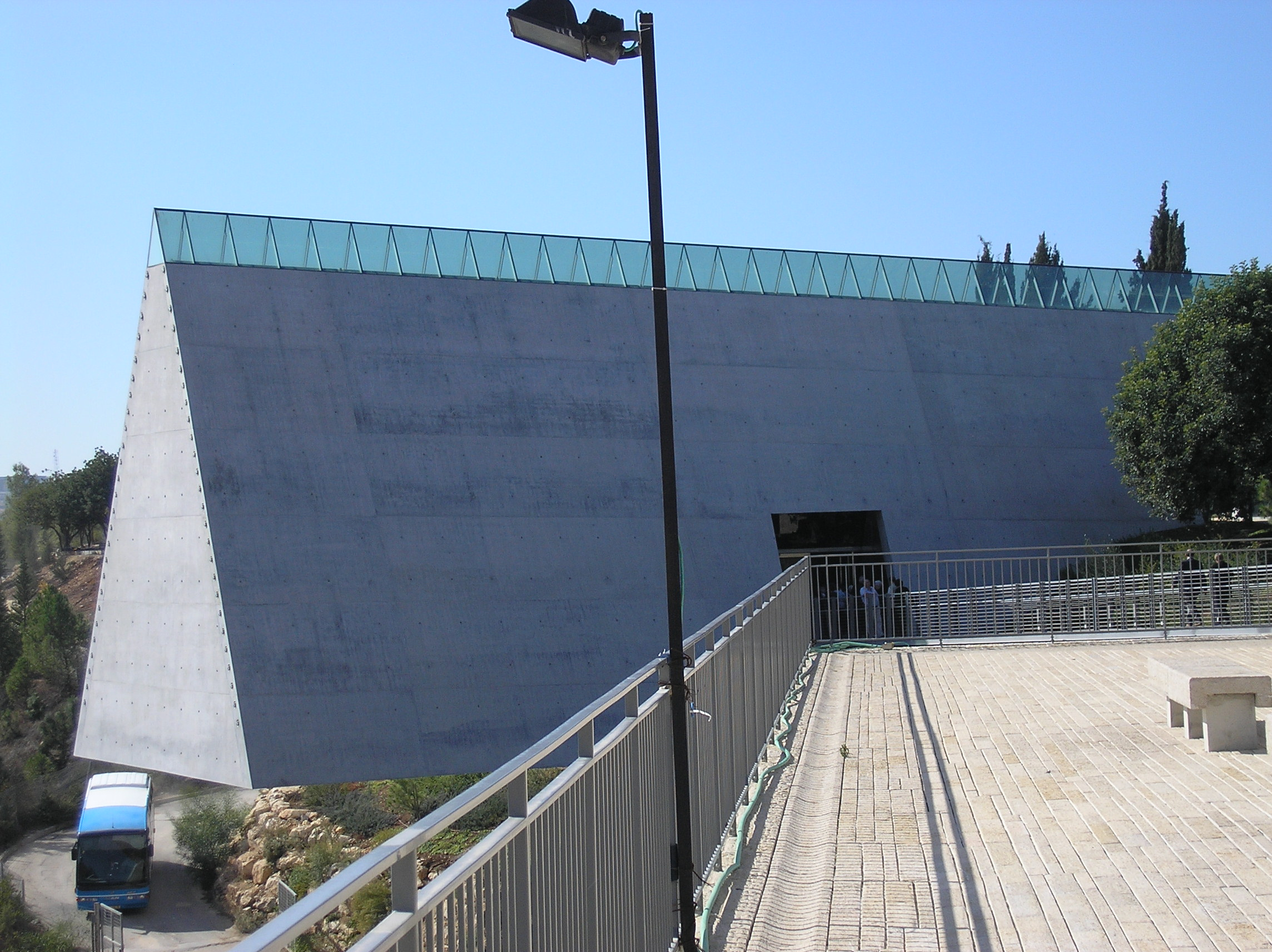
Entrada para a exposição principal do Museu de História do Holocausto.

Yad Vashem (em hebraico:  יד ושם ou Yad VaShem, a "Autoridade de Recordação dos Mártires e Heróis do Holocausto") é o memorial oficial de Israel para lembrar as vítimas judaicas do Holocausto. Foi estabelecido em 1953 através da Lei Yad Vashem passada pela Knesset, o Parlamento de Israel.
A origem do nome é um versículo bíblico: "E a eles darei a minha casa e dentro dos meus muros um memorial e um nome (Yad Vashem) que não será arrancado." (Isaías 56:5.)
Localizado no sopé do Monte Herzl, no Monte da Recordação (Har HaZikaron), em Jerusalém, Yad Vashem é um complexo de cerca de 18 hectares que contém o moderno Museu da História do Holocausto, vários memoriais, como o Memorial das Crianças e a Sala da Memória, o Museu de Arte do Holocausto, esculturas, lugares comemorativos ao ar livre, como o Vale das Comunidades, a sinagoga, arquivos, um instituto de pesquisa, biblioteca, uma editora e um centro educacional, a International School for Holocaust Studies (Escola Internacional para o Estudo do Holocausto). 
Os Não-Judeus que salvaram Judeus durante o período do Holocausto, com risco das próprias vidas, são honrados pelo Yad Vashem como "Justos entre as Nações."

## Apresentação

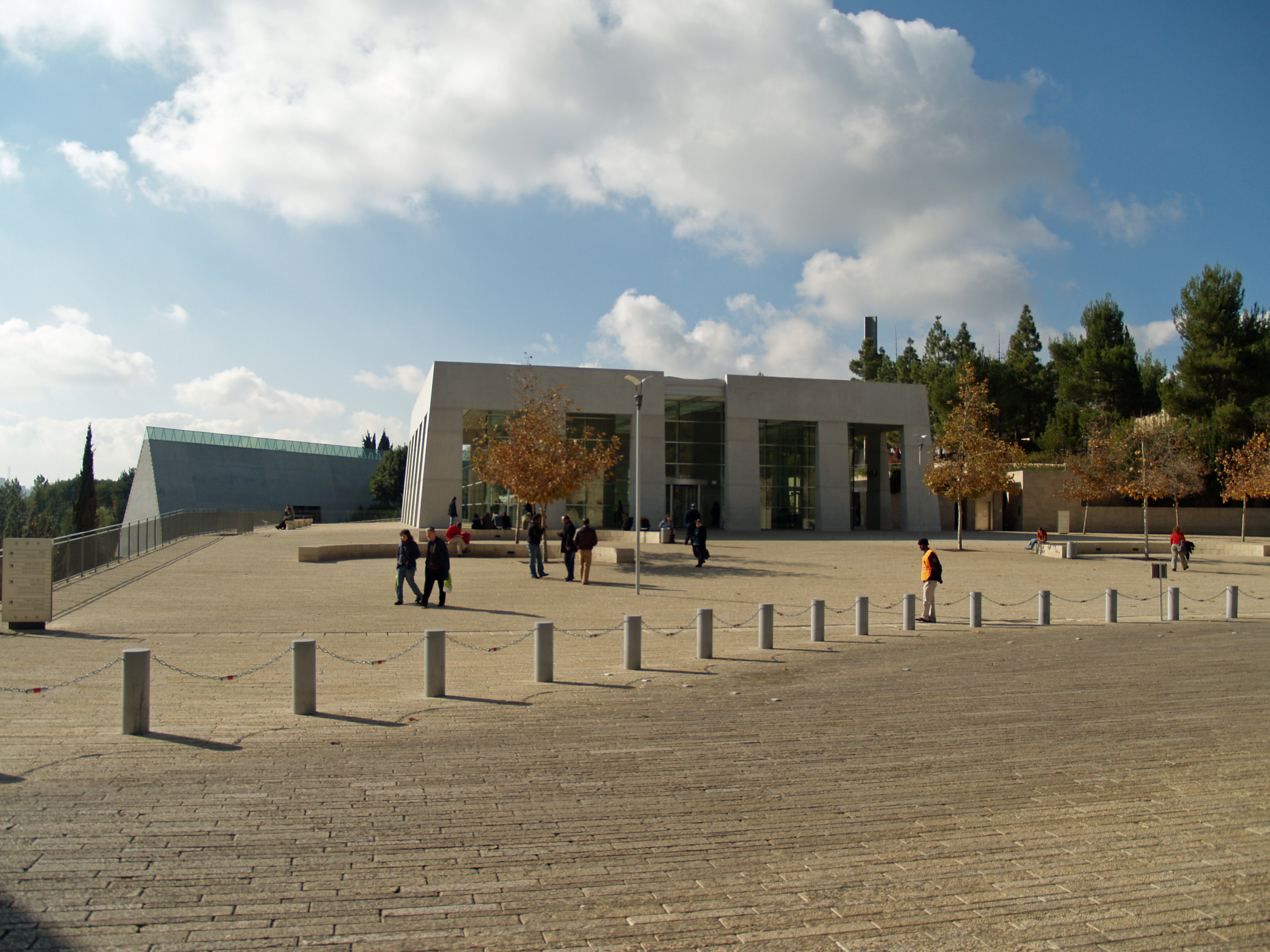
O campus do Yad Vashem Campus desenhado pelo arquitecto Moshe Safdie

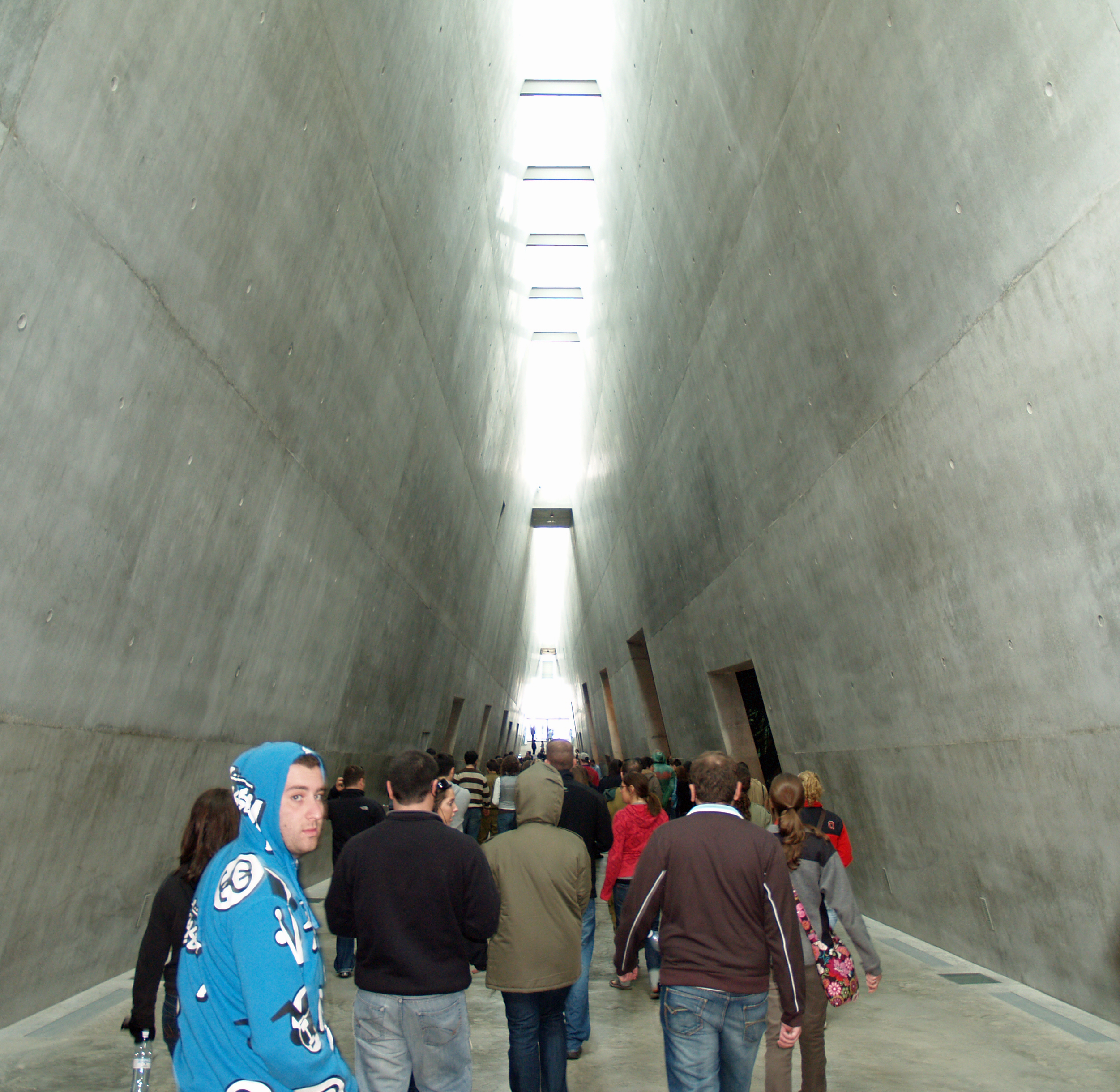
Interior do Museu da História do Holocausto; a passagem principal triangular une as diversas salas da exposição do museu.

O novo Museu da História do Holocausto, aberto em Março de 2005, foi construído numa estrutura de um prisma triangular. Tem 180 metros de comprimento, na forma de um espigão, que corta a montanha. As suas paredes ásperas são feitas de betão armado, e cobre uma área superior a 4,200 metros quadrados, a maior parte dos quais subterrâneos. Na parte superior da galeria principal existe uma clarabóia, saliente na crista da montanha.
Existem 10 salas de exposição, cada um dedicado a um capítulo diferente da história do Holocausto. Ao contrário da exposição no antigo museu, que era composta sobretudo por fotografias, a nova exposição é uma apresentação multimédia que incorpora testemunhos de sobreviventes, assim como objectos pessoais doados ao Yad Vashem por sobreviventes do Holocausto, as famílias daqueles que morreram, e outros museus e memoriais do Holocausto de todo o Mundo.
As mostras estão organizadas cronologicamente, com os testemunhos e os artefactos acentuando as histórias individuais usadas para salientar a narrativa histórica ao longo do museu.
O museu está projectado de forma que o visitante comece a visita num plano superior, prossiga para o ponto subterrâneo mais baixo no centro do museu, e depois lentamente suba em direcção à saída. A saída da exposição principal termina num miradouro com uma espectacular vista das montanhas a Oeste de Jerusalém. O visitante sai de um corredor sombrio para a luz do sol directo (conforme a hora do dia e a situação atmosférica).

## Objectivos
- Educação:
  - através da Escola Internacional para o Estudo do Holocausto [1] que inclui um sector de multimédia, centros de pedagogia e académicos.
  - Realização de cursos de desenvolvimento profissional para educadores, tanto em Israel como no resto do Mundo
  - Desenvolvimento de programas de estudo, currículos e materiais didácticos adequados a diferentes idades, para escolas israelitas e estrangeiras, a fim de educar estudantes de todas as idades sobre o Holocausto
  - Apresentação de exposições sobre o Holocausto
  - Ensino do Holocausto ao público em geral
- Documentação:
  - Recolha dos nomes de vítimas dos Holocausto. A Base de Dados Central dos Nomes das Vítimas da Shoá (Central Database of Shoah Victims' Names) guarda actualmente mais de 3.3 milhões de nomes de vítimas do Holocausto, tudo acessível on-line. Yad Vashem continua o seu projecto de recolher o maior número de nomes de vítimas judias possível.
  - Recolha de fotos, documentos e recursos relacionados com o Holocausto. Os Arquivos do Yad Vashem encerram mais de 74 milhões de páginas de documentação relacionada com o Holocausto e mais de 350,000 fotografias.
  - Recolha de Páginas de Testemunho, recordando as vítimas judaicas do Holocausto,.[2] Até agora, o Yad Vashem recolheu 2.1 milhões de Páginas de Testemunho.
  - Gravação de testemunhos de sobreviventes. A Secção de História Oral dos Arquivos do Yad Vashem actualmente abriga cerca de 46,000 testemunhos áudio, vídeo e escritos
- Comemoração
  - Preservação da memória e nomes dos seis milhões de Judeus mortos durante o Holocausto e as numerosas comunidades judaicas destruídas durante esse período.
  - Realização de cerimónias de recordação e comemoração
- Investigação e Publicações:
  - Condução, encorajamento e apoio à investigação referente ao Holocausto
  - Encorajamento de estudantes e jovens académicos a investigar o Holocausto
  - Desenvolvimento e coordenação de simpósios, workshops e conferências internacionais e realização de projectos escolares
  - Publicação de investigação, tornando-a acessível ao público em geral
  - Publicação de memórias, documentos, álbuns e diários relacionados com o Holocausto
- Justos entre as Nações
  - Homenagem aos não-judeus que arriscaram as suas vidas para salvar judeus durante o Holocausto. Desde a década de 1960 o título de ‘Justo entre as Nações’ foi agraciado a mais de 22,000 indivíduos.

## Museu

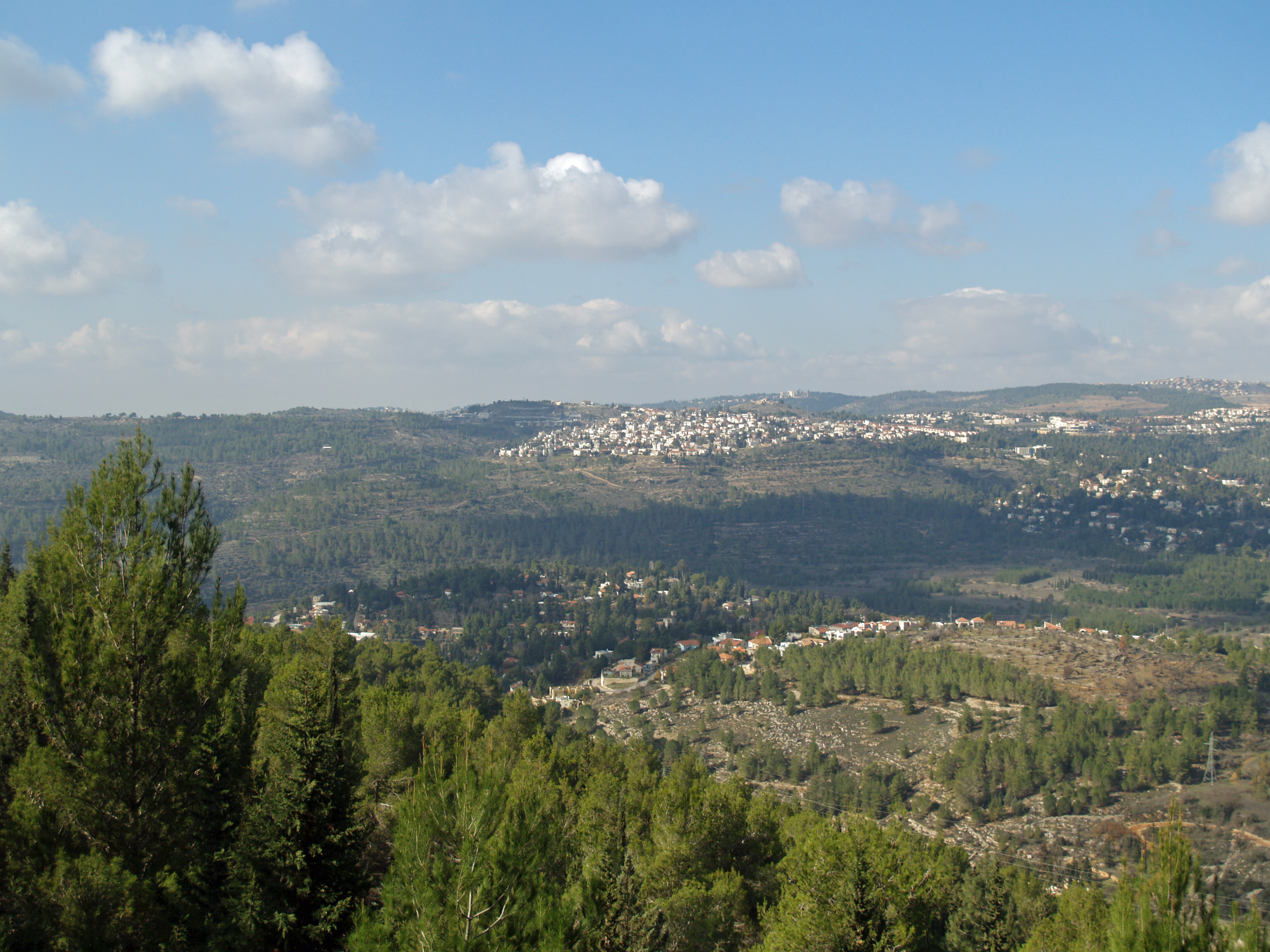
Vista de Jerusalém no miradouro da saída do Museu de História do Holocausto, no Yad Vashem.

Em 1994, o Yad Vashem decidiu construir um museu maior para substituir o existente, construído na década de 1960. Esta decisão surgiu em resposta à necessidade de oferecer uma forma mais significativa de lembrar o Holocausto, face aos avanços tecnológicos do novo milénio, atraindo ao mesmo tempo as gerações mais jovens, sobre as quais recai a responsabilidade de passar o legado da recordação do Holocausto. O novo museu de História do Holocausto é o maior museu do Holocausto em todo o Mundo. Foi escavado no Monte da Recordação e desenhado para reflectir a história da comunidade judaica europeia durante o Holocausto.
Consiste num longo corredor ligado a 10 salas de exposição, cada uma dedicada dedicada a um capítulo diferente do Holocausto, o museu conta a história do Holocausto de uma perspectiva judaica. O museu combina as histórias pessoais de 90 vítimas e sobreviventes do Holocausto e apresenta nas suas exibições cerca de 2,500 objectos pessoais, incluindo obras de arte e cartas, doados por sobreviventes e outras pessoas.
No final do museu situa-se a Sala dos Nomes, um memorial aos 6 milhões de Judeus que morreram no Holocausto. A sala principal é composta por dois cones: um estende-se 10 metros em direcção ao céu, reflectido por um poço cónico idêntico, escavado na rocha natural, com o seu fundo cheio de água. No cone superior são mostradas fotos, do género foto de passaporte, de 600 vítimas do Holocausto e fragmentos de Páginas de Testemunho. Estas são reflectidas na água no fundo do cone inferior, lembrando aquelas vítimas cujos nomes permanecem desconhecidos. Em volta de uma plataforma está um arquivo circular, que conserva aproximadamente 2.1 milhões de Páginas de Testemunho, as que foram recolhidas até agora, com espaços vazios para aquelas que ainda falta recolher — um espaço para seis milhões de Páginas ao todo. Anexa, existe uma área de estudo e pesquisa, com uma base de dados computorizada e onde pesquisas on-line dos nomes de vítimas do Holocausto podem ser realizadas na Base de Dados Central dos Nomes das Vítimas da Shoá. O acesso à Base de Dados Central dos Nomes das Vítimas da Shoá está também disponível na Internet em .
Desde a década de 1950, o Yad Vashem recolheu aproximadamente 46,000 testemunhos escritos, áudio e vídeo de sobreviventes do Holocausto; Uma vez que os sobreviventes envelheceram e têm cada vez menores capacidades de deslocação, o programa foi alargado, procurando os sobreviventes e visitando-os nas suas casas a fim de gravar entrevistas.
Em 5 de Março de 2005, foi inaugurado o novo Museu de História do Holocausto do Yad Vashem em Jerusalém, Israel. O impressionante edifício foi desenhado pelo internacionalmente reconhecido arquitecto israelo-canadiano, Moshe Safdie. Líderes de 40 países e o ex-Secretário Geral da ONU Kofi Annan assistiram à cerimónia de inauguração do novo museu do Holocausto. O Presidente de Israel Moshe Katsav disse na altura que o novo museu serve como "um importante símbolo para toda a humanidade, um símbolo que alerta quão curta é a distância entre o ódio e o assassínio, entre o racismo e o genocídio."
Kofi Annan, que era na altura o Secretário Geral da ONU, comentou na abertura, "O número de sobreviventes do Holocausto que ainda estão connosco está a desaparecer rapidamente, os nossos filhos estão a crescer na mesma rapidez. Eles começam a perguntar as suas primeiras questões sobre injustiça. O que lhes diremos? Vamos dizer-lhes, 'É assim que o mundo é'? Ou, em vez disso, diremos, 'Estamos a tentar mudar as coisas -  para encontrar uma melhor maneira'? Que este museu seja como um testemunho que nós estamos a esforçar-nos por uma maneira melhor. Que o Yad Vashem nos inspire a manter o esforço, enquanto a mais escura escuridão espreitar sob a face da terra."

## Campus do Museu e os Memoriais
Sala da Memoria
É uma construção em cimento armado que lembra os 6.000.000 de vítimas judaicas que foram assassinadas no Holocausto. No seu interior está a 'Chama Eterna' e no chão estão inscritos os nomes dos principais campos de concentração e de extermínio. É neste local que costumam realizar-se as cerimónias com os representantes estrangeiros de visita a Israel, onde costumam avivar a Chama e depositar uma coroa de flores em memória das vítimas.
Yad Layeled (Memorial das Crianças)
É o memorial ao milhão e meio de crianças judias mortas no Holocausto. É uma caverna em cuja entrada existe a uma série de retratos de crianças e, ao longo de um trajecto por uma sala escura onde, através de espelhos, são projectadas milhares de velas em memória das crianças. Em permanência, escutam-se os nomes das crianças, a sua idade e origem geográfica, em som de fundo, em hebraico e inglês.
Vale das Comunidades
É um labirinto traçado na rocha natural perto do Museu de História do Holocausto, dedicado aos milhares de comunidades judaicas da Europa e Norte de África que foram arrasadas e exterminadas pelos nazis durante o Holocausto. Em alguns pontos do labirinto, encontram-se gravados os nomes das cidades e aldeias cujas comunidades judaicas desapareceram parcial ou totalmente. No centro do complexo existe um pequeno anfiteatro ao ar livre.
Avenida dos Justos das Nações do Mundo
Uma avenida de árvores plantadas em homenagem aos não-judeus que ajudaram judeus a escapar dos nazis durante o período do Holocausto, chamados 'Justos das Nações do Mundo', e que foram reconhecidos pelo Yad Vashem. Junto a cada árvore, uma placa revela o nome da pessoa ou pessoas homenageadas.
Centro das Gerações do Holocausto
Este é um novo museu que foi inaugurado em 2005 e cujo objectivo é reunir factos históricos destacando as histórias individuais das vítimas através dos objectos pessoais dos judeus que morreram no Holocausto e dos sobreviventes, como testemunhos, filmes, diários, cartas e obras de arte.
Santuário dos Nomes
É um salão no final do novo museu onde estão concentrados os nomes de todas as vítimas do Holocausto que chegaram ao conhecimento do Yad Vashem, baseado num projecto especial chamado "Para cada ser humano um nome". Inclui um banco de dados acessível no local e também através da Internet. O projecto é uma ferramenta extra para ajudar na investigação histórica e na pesquisa pelos familiares das vítimas.
Museu da Arte do Holocausto
O Museu divulga obras de artes de artistas judeus da época do Holocausto, assim como obras contemporâneas inspiradas naquele período histórico. Contém exposições permanentes e outras temporárias. O título do Museu é "Não há brincadeiras infantis".
Pátio dos Eventos
É o local onde todos os anos ocorrem os eventos oficiais do Dia do Holocausto. Na parede de fundo do pátio, duas esculturas representam os dois opostos da atitude judaica perante a ameaça nazi. Uma escultura representa os judeus sendo encaminhados para a morte, passivos e cabisbaixos, como um rebanho. Ao lado, outra representação mostra os judeus como lutadores, e é uma cópia do memorial existente em Varsóvia que homenageia os Heróis do Gueto de Varsóvia, feita pelos escultor Natan Repfort.
Outros Locais
O complexo do Yad Vashem inclui ainda outros memoriais.
A sinagoga, perto da saída do Museu Histórico. Está decorada com peças como candelabros e mobílias, recuperadas de sinagogas destruídas pelos nazis, em especial na Roménia.
O Memorial dos 'Partizans', os judeus que se uniram aos vários movimentos da Resistência contra os nazis.
O memorial de Janusz Korczak, lembra o médico polaco director do orfanato do Gueto de Varsóvia e as suas crianças.
Um autêntico vagão de gado, no qual eram transportados os prisioneiros para os campos de concentração, constitui o Memorial das Deportações. O vagão está montado sob uma ponte de ferro incompleta, frente a uma colina de Jerusalém, num dos limites do complexo do Yad Vashem.

### Os Justos Entre as Nações

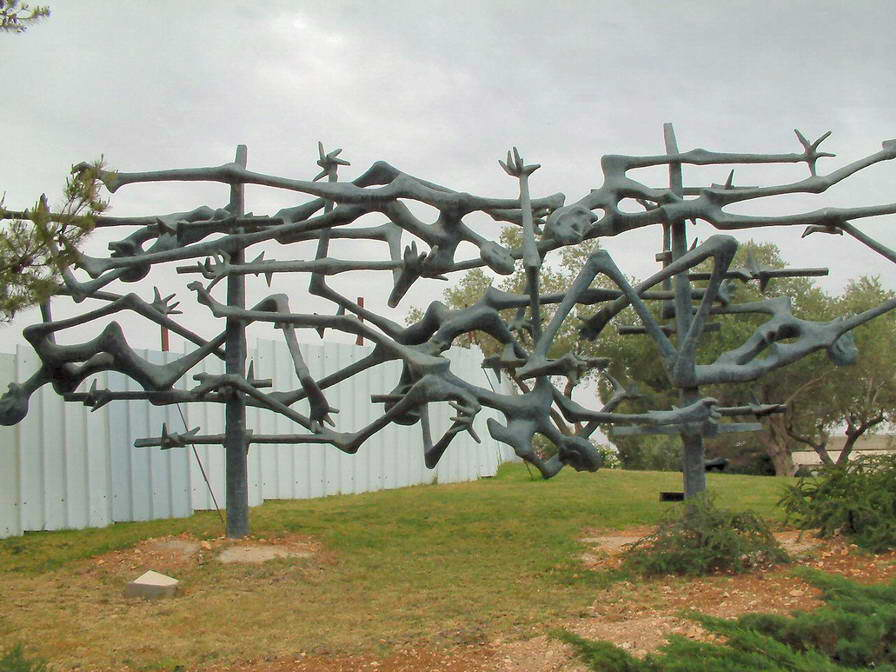
'Torá', Memorial às Vítimas dos Campos de Concentração e de Extermínio
Nandor Glid (1924-1997), escultura de bronze, de Marcelle Elfenbein Swergold

Uma das funções do Yad Vashem é homenagear os não-judeus que arriscaram a vida, liberdade ou posição para salvar judeus durante o Holocausto. Para este fim, uma comissão especial independente, foi estabelecida. Os membros da comissão, incluindo historiadores, figuras públicas, advogados e sobreviventes do Holocausto, examinam e avaliam cada caso de acordo com um bem definido conjunto de critérios e regras. Os Justos recebem um certificado de honra e uma medalha e os seus nomes são recordados no Jardim dos Justos Entre as Nações, no Monte da Recordação, Yad Vashem. Este é um projecto em continuo que se manterá enquanto houver solicitações válidas, substanciadas por testemunhos ou documentação. Até 2008, mais de 22,000 indivíduos foram reconhecidos como Justos entre as nações.

## História
A ideia de estabelecer um memorial na histórica pátria judaica para as vítimas do Holocausto Nazi foi concebida durante a própria II Guerra Mundial, como uma resposta a relatórios do assassínio em massa de judeus nos países ocupados pelos nazis.
O Yad Vashem foi proposto pela primeira vez em Setembro de 1942, numa reunião do Jewish National Fund (Fundo Nacional Judaico), por Mordecai Shenhavi, um membro do Kibbutz Mishmar Ha'emek.
Em Agosto de 1945, o plano foi discutido em mais detalhe num encontro de sionistas em Londres, onde foi decidido estabelecer um quadro provisório de líderes sionistas com David Remez como presidente, Shlomo Zalman Shragai, Baruch Zuckerman, e Mordecai Shenhavi.
Em Fevereiro de 1946, o Yad Vashem abriu um escritório em Jerusalém e uma delegação em Tel Aviv e em Junho desse ano, realizou a sua primeira sessão plenária. Em Julho de 1947, a Primeira Conferência sobre Investigação do Holocausto teve lugar na Universidade Hebraica de Jerusalém, onde novos planos foram feitos para o Yad Vashem. Porém, o estalar da Guerra da Independência de Israel, em Maio de 1948, levou quase todas as operações do Yad Vashem a uma pausa de dois anos. Em 1953, a Knesset, o Parlamento de Israel, unanimemente passou a Lei Yad Vashem, estabelecendo a Autoridade de Recordação dos Mártires e Heróis.

### História Recente
Em 2000, o chanceler alemão Gerhard Schröder visitou o Yad Vashem a convite do Primeiro Ministro israelita Ehud Barak e foi convidado a avivar a Chama Eterna.  
Num erro diplomático amplamente divulgado, o chanceler rodou a manivela no sentido contrário e extinguiu a chama.
No ano de 2003 (5763 do calendário judaico), o Yad Vashem foi agraciado com o Prémio Israel, o prémio de maior prestígio do Estado de Israel, pela sua "contribuição única para a sociedade e o Estado israelitas."
Em 2005, em resposta a uma carta de Sa'ar Netanel, membro do Conselho Municipal de Jerusalém, Avner Shalev, o director do Yad Vashem, prometeu uma apresentação de informação sobre "outras vítimas" num "lugar relevante". Alguma informação sobre outras vítimas dos nazis pode ser encontrada no sítio da Internet do Yad Vashem.
Em Setembro de 2007, o Yad Vashem recebeu o Prémio Príncipe das Astúrias para a Concórdia. O Prémio Principe das Astúrias é apresentado em 8 categorias. O Prémio para a Concórdia é atribuído a uma pessoa, pessoas ou uma instituição cujo trabalho tenha feito uma contribuição exemplar e extraordinária para a compreensão mútua e a coexistência pacífica entre os Homens, para a luta contra a injustiça ou a ignorância, para a defesa da liberdade, ou cujo trabalho tenha alargado os horizontes do conhecimento ou tenha sido excepcional na protecção e preservação da herança da humanidade.
Em 25 de Outubro de 2007, o director do Yad Vashem Avner Shalev foi galardoado com a Legião de Honra (Légion d’Honneur) pelo seu "extraordinário trabalho em prol da lembrança do Holocausto a nível mundial." O presidente francês Nicolas Sarkozy presenteou pessoalmente Shalev com o prémio numa cerimónia especial no Palácio do Eliseu.
O Yad Vashem é o segundo ponto turístico mais visitado em Israel, depois do Muro Ocidental, com mais de um milhão de visitantes em 2007.
Durante 2008, o Yad Vashem recebeu um grande grupo de VIPs e dignitários, começando com o presidente americano George W. Bush, que visitou o local em Janeiro de 2008. Também em Janeiro, a Escola Internacional do Yad Vashem para o Estudo do Holocausto realizou o primeiro Congresso Internacional da juventude sobre o Holocausto. Mais de 100 jovens, de 62 países e cinco continentes reuniram-se durante três dias no Yad Vashem. O Congresso, sob os auspícios da UNESCO, foi dedicado ao estudo do Holocausto e discussões sobre a sua significância universal. Os participantes, com idades entre os 17 e os 19 anos, e incluindo entre eles Cristãos, Judeus, Muçulmanos e Budistas, e falando cerca de 30 idiomas diferentes, estudaram vários tópicos relacionados com o Holocausto, visitaram o Yad Vashem e Jerusalém, participaram em workshops, e encontraram-se com sobreviventes do Holocausto. Sessões especiais tiveram lugar com representantes israelitas, incluindo o presidente Shimon Peres.
Durante Março de 2008, a chanceler alemã Angela Merkel acompanhada pelo Primeiro Ministro Ehud Olmert, e oito ministros de cada governo visitaram o Yad Vashem. Uma cerimônia memorial, com a participação da chanceler, o Primeiro Ministre, e o Diretor do Yad Vashem Avner Shalev, realizou-se na Sala da Memória.
O atual diretor do Yad Vashem é Yossef Lapid, um ex-deputado da Knesset (Parlamento de Israel).

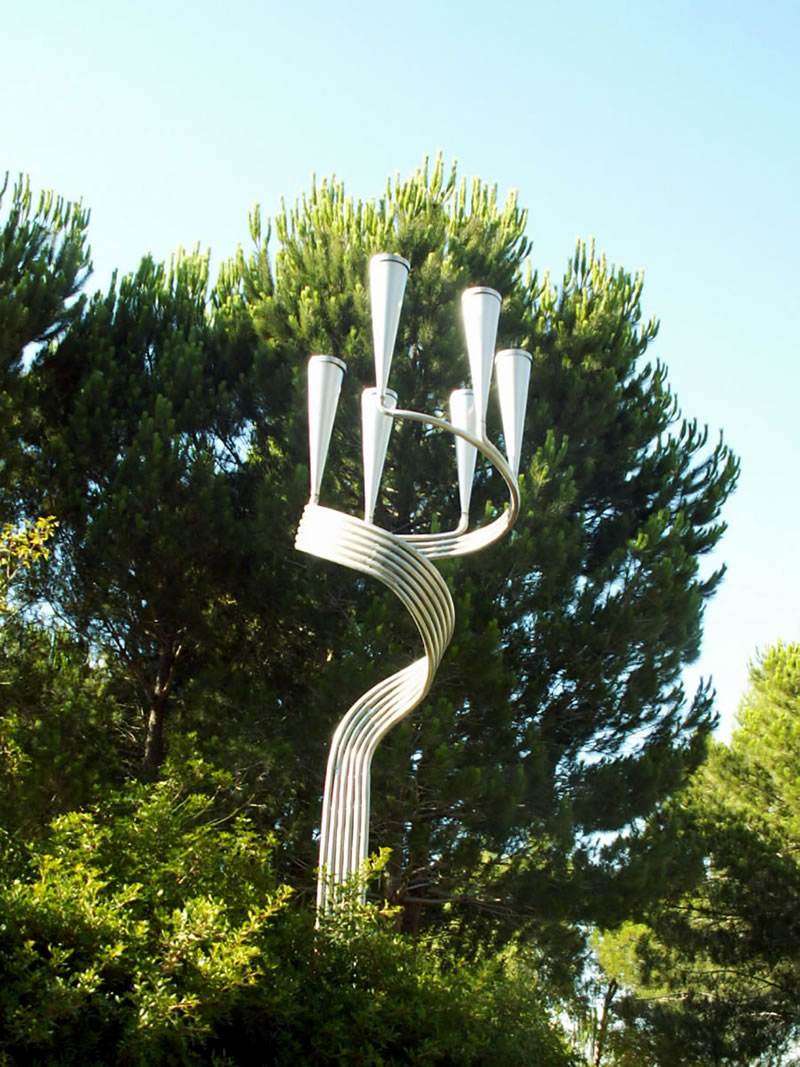
Escultura de uma Menorá, ou candelabro de sete braços, o símbolo do Yad Vashem
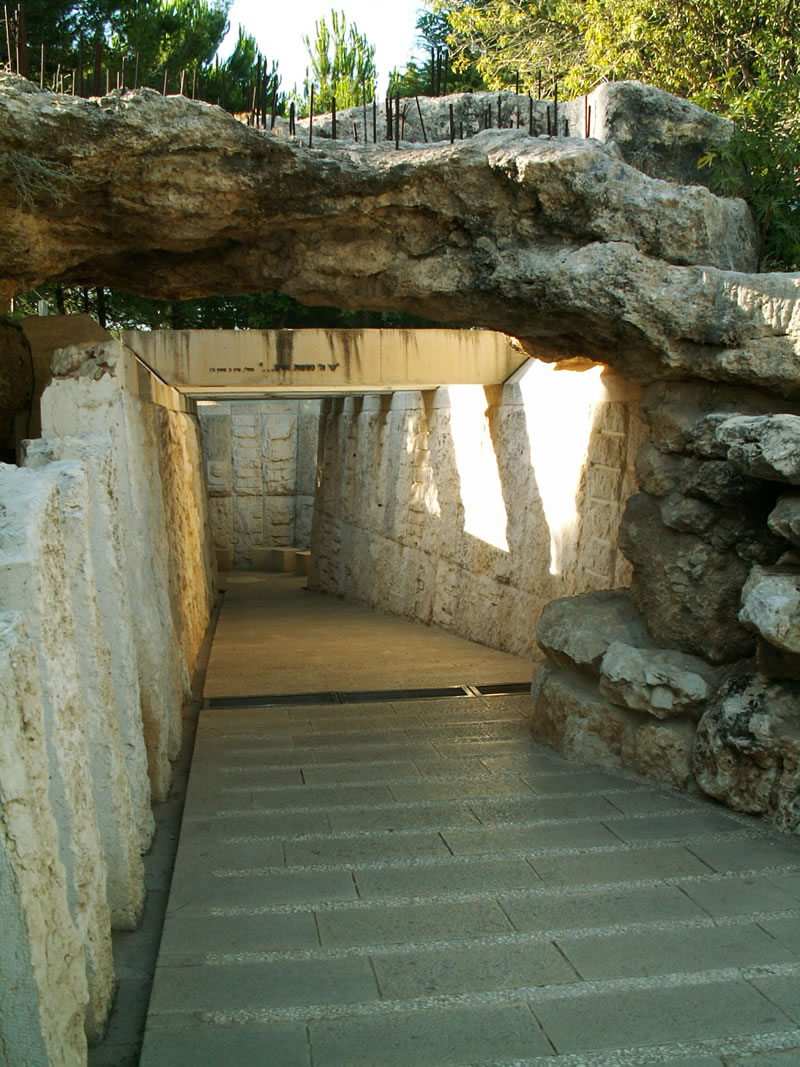
Entrada do Memorial das Crianças, no complexo do Yad Vashem
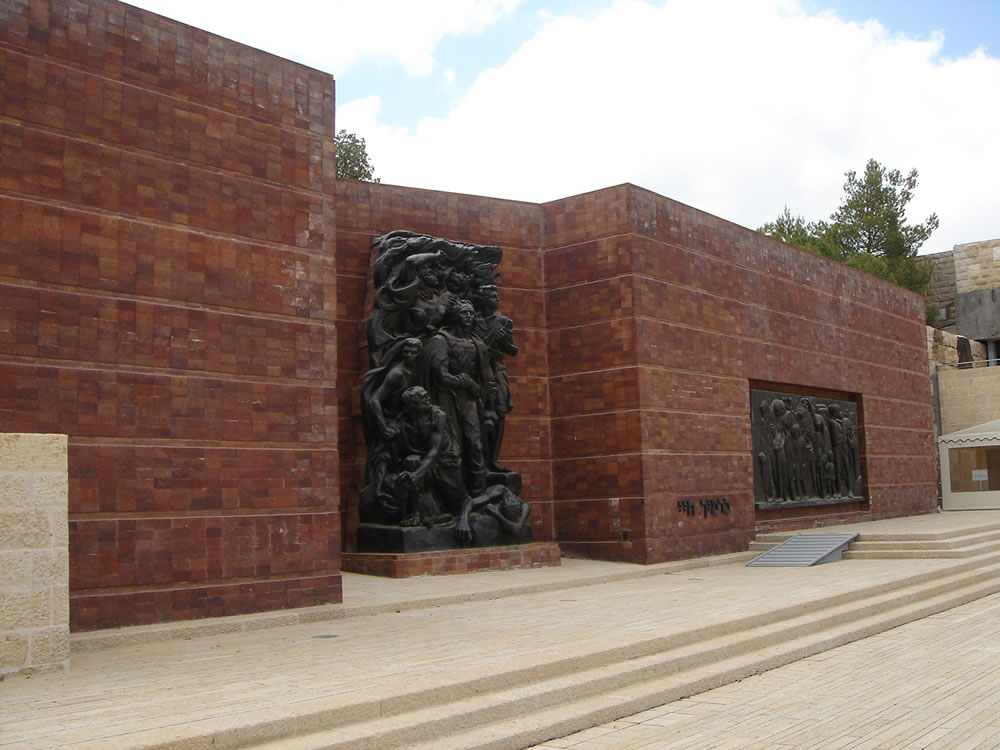
Escultura do Memorial dos Heróis do Gueto de Varsóvia, no pátio cerimonial do Yad Vashem
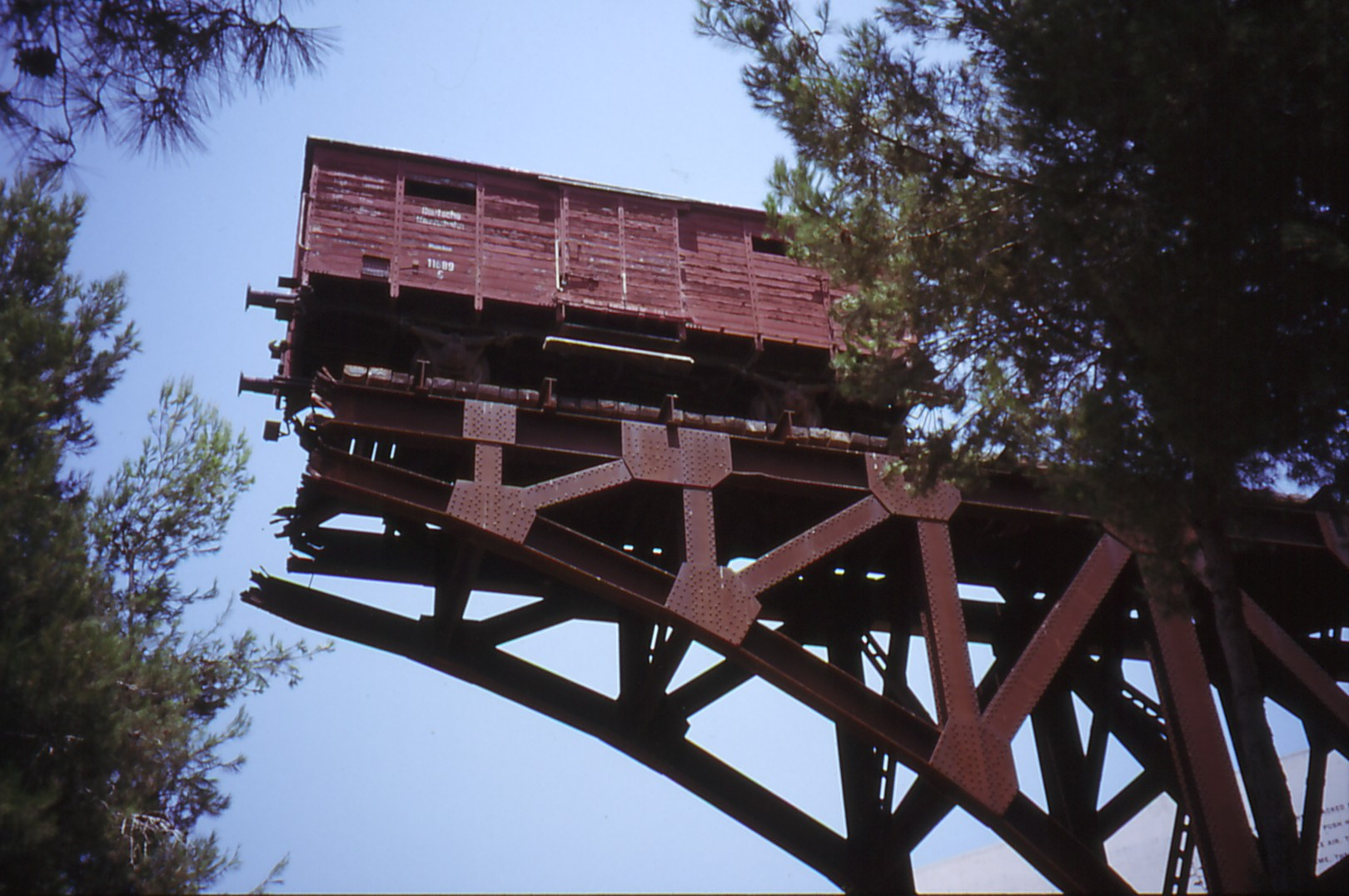
Vagão no Memorial das Deportações
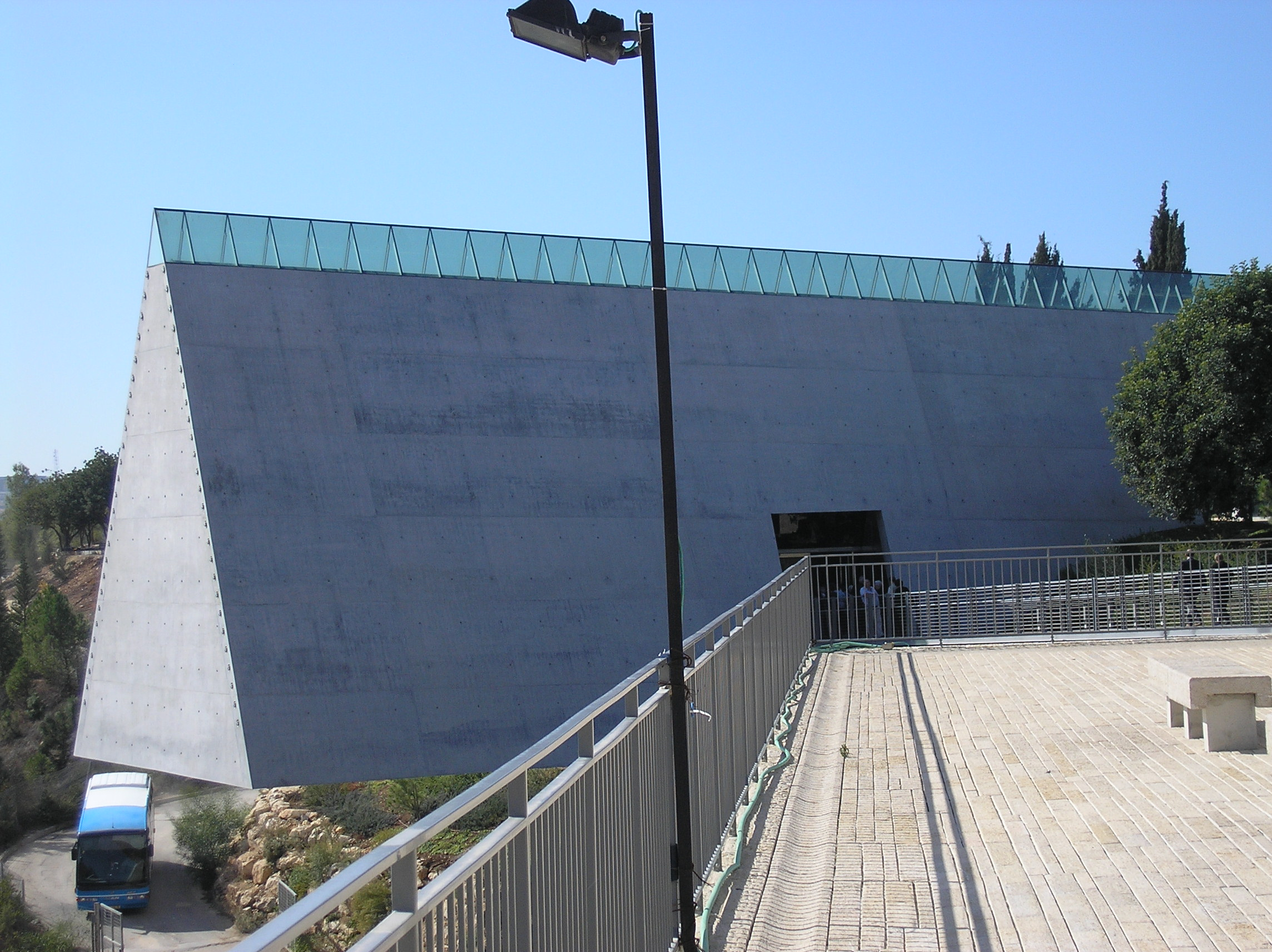
Entrada do novo Museu de História do Holocausto do Yad Vashem